# Головня Олександр Антонович

Олександр Антонович Головня  (6 грудня 1925 — 2 листопада 1996) — радянський солдат, командир відділення 696-го стрілецького полку 383 -й стрілецької дивізії 33-ї армії 1-го Білоруського фронту. Герой Радянського Союзу (1945).

## Біографія
Народився 6 грудня 1925 року в станиці Старотітаровській Темрюцького району (нині — Краснодарського краю) в сім'ї робітника. Росіянин. Після закінчення семирічки в рідній станиці Олександр пішов працювати в колгосп, який продовжував функціонувати і після початку війни. У серпні 1942 року станицю окупували гітлерівці. У 1943 році вона була наповнена резервними ворожими частинами, перекидали з Криму для оборони «Блакитної лінії». Після звільнення станиці у вересні 1943 року ще не досяг 18-річного віку Олександр Головня як вільнонайманець поступив на роботу заготівельників дров для похідної кухні одного з тилових підрозділів 383-ї стрілецької дивізії. Коли дивізія брала участь у форсуванні Керченської протоки і завоюванні плацдарму на кримському березі, Головня залишався на Тамані. Тільки в квітні 1944 року, коли дивізія в складі Окремої Приморської армії пішла в наступ в ході Кримської операції, Олександр Головня був призваний в армію і визначений в навчальний підрозділ. Поки він осягав премудрості бойового життя, дивізія звільнила місто Феодосію, багато інших селищ на південному березі Криму і брала участь в боях за Севастополь.
У травні 1944 року, вже після визволення Севастополя, Головня був зарахований стрільцем до складу 4-ї стрілецької роти 696-го стрілецького полку 383-ї Феодосійської стрілецької дивізії. До вересня 1944 дивізія дислокувалася в Криму, а потім була включена до складу 33-ї армії 1-го Білоруського фронту і передислокувалася до Польщі на Пулавський плацдарм. Весь кінець 1944 року Головня брав участь в тактичних боях на плацдармі по його розширенню, і став молодшим сержантом, командиром стрілецького відділення.
У січні 1945 року почалася Вісло-Одерська операція. Частини 383-ї стрілецької дивізії, що входили до складу 16-го стрілецького корпусу 33-й армії, 14 січня 1945 року перейшли в наступ з Пулавського плацдарму південніше польського міста Томашув і прорвали оборону противника на 2-кілометровій ділянці. Молодший сержант Головня, як тільки поступив сигнал, піднявся в атаку і захопив своє відділення у ворожі траншеї. Коли бійці були вже в третіх ворожих окопах, з Шляхетського лісу вийшли ворожі танки і за підтримки піхоти почали насуватися на рубіж оборони 636-го стрілецького полку. Під час відображення ворожої контратаки Головня особисто знищив 10 гітлерівців, а 4-х разом з ручним кулеметом захопив в полон. Натиск був відбитий, і через деякий час був узятий великий опорний пункт ворога місто Яцина. За відзнаку в цих боях молодший сержант Головня був нагороджений орденом Слави 3-го ступеня.
Розвиваючи наступ, 383-а стрілецька дивізія на початку лютого 1945 року підійшли до Одеру. У ніч на 5 лютого вона форсувала річку на ділянці Фогельзанг — Фюрстенберг і захопила плацдарм, у центрі якого стояла будівля заводської фірми «І. Г. Фарбениндустри». Ще при підході до Одеру зазнав поранення командир взводу, і молодший сержант Головня замінив командира. Взявши командування взводом на себе, він першим кинувся в воду, незважаючи на сильний вогонь противника. Провалюючись під лід, по пояс у крижаній воді, Головня досяг західного берега й у рукопашній сутичці особисто знищив обслугу з ручним кулеметом. Плацдарм був захоплений, і бійці закріпилися на ньому, забезпечивши переправу роти.
Гітлерівці зробили одну за одною 3 запеклі контратаки піхоти з танками. Але всі вони були відбиті, при цьому взвод Головні знищив до 25 ворожих солдатів. Фашистам також не допомогли скинуті на плацдарм 3 ракети ФАУ-2, які не влучили в ціль. У бою на Одерському плацдармі Головня був важко поранений і евакуйований у госпіталь.
Указом Президії Верховної Ради СРСР від 24 березня 1945 року за зразкове виконання бойових завдань командування на фронті боротьби з німецько-фашистськими загарбниками і проявлені при цьому мужність і героїзм молодшому сержанту Головне Олександру Антоновичу присвоєно звання Героя Радянського Союзу з врученням ордена Леніна (№ 49140) і медалі «Золота Зірка» (№ 6983).
Вийшов з госпіталю Головня в середині квітня 1945 року. 16 квітня розпочалася Берлінська операція. В ході неї Головня брав участь у звільненні східної частини міста Франкфурт (нині Слубіце, Польща), а трохи пізніше — західній його частині. Тут зустрів День Перемоги.
Майже рік Головня служив в Німеччині в 120-ї гвардійської стрілецької дивізії в складі Групи радянських окупаційних військ у Німеччині (ГРОВН). Демобілізувавшись 1946 року, поїхав у місто Дніпропетровськ, де влаштувався працювати майстром цеху на одному із заводів. У 1952 році вступив у КПРС. У 1959 році Олександр Антонович Головня закінчив Дніпропетровський машинобудівний технікум, після чого працював на Південному машинобудівному заводі до виходу на пенсію. Помер 2 листопада 1996  року. Похований в Дніпропетровську.

### Нагороди
- Герой Радянського Союзу (указ від 24 березня 1945 року, № 49140);
- Орден Леніна (24.03.1945);
- Орден Вітчизняної війни 1-го ступеня (11.03.1985);
- Орден Слави 3-го ступеня (14.02.1945);

медалі, в тому числі:
- медаль «За взяття Берліна»;
- медаль «За визволення Варшави».

### Пам'ять
- Ім'я Героя увічнене на меморіальній арці в Краснодарі.
- Ім'я Героя висічене золотими літерами в залі Слави Центрального музею Великої Вітчизняної війни в Парку Перемоги міста Москви .

- На могилі героя встановлений надгробний пам'ятник.
- У місті Темрюк на алеї Слави був встановлений бюст О. А. Головні.